# Nastro d'argento alla migliore fotografia

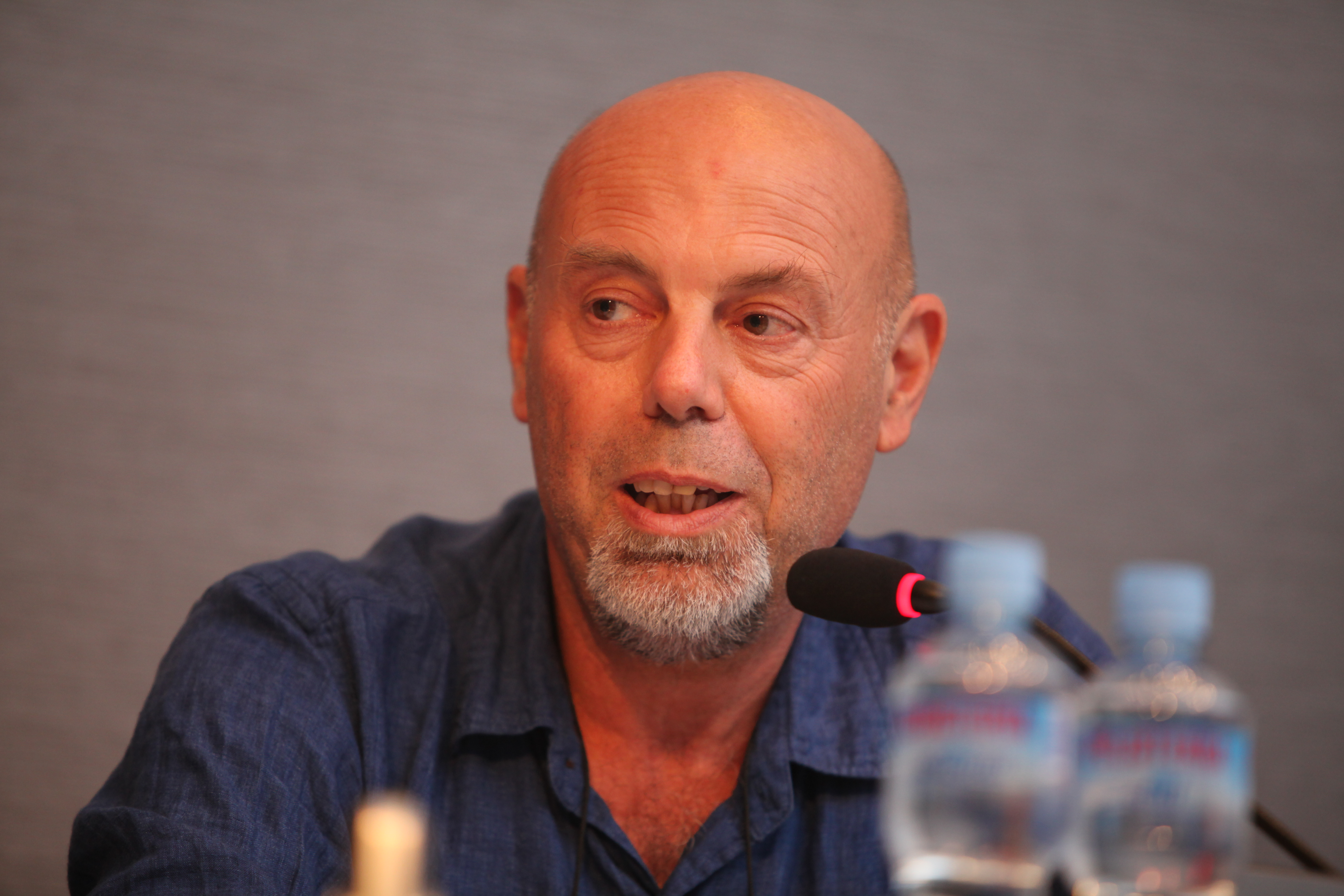
Luca Bigazzi detiene il record di vittorie del premio, otto

Il Nastro d'argento alla migliore fotografia è un riconoscimento cinematografico italiano assegnato annualmente dal Sindacato Nazionale Giornalisti Cinematografici Italiani a partire dal 1946.
Dal 1959 al 1971 sono stati assegnati premi distinti per la miglior fotografia in bianco e nero e a colori.
I direttori della fotografia che hanno ricevuto questo premio il maggior numero di volte sono Giuseppe Rotunno e Luca Bigazzi con otto vittorie, e a seguire Tonino Delli Colli (sei), Gianni Di Venanzo, Vittorio Storaro e Armando Nannuzzi (cinque).

## Albo d'oro
I vincitori sono indicati in grassetto, a seguire gli altri candidati.

### Anni 1946-1949
- 1946: Mario Craveri - Un giorno nella vita
- 1947: Domenico Scala e Václav Vích - Daniele Cortis
- 1948: Piero Portalupi - Preludio d'amore
- 1949: Carlo Montuori - Ladri di biciclette

### Anni 1950-1959
- 1950: G. R. Aldo - per il complesso delle sue opere
- 1951: Franco Scarpelli - L'edera
- 1952: Arturo Gallea - Due soldi di speranza
- 1953: Enzo Serafin - per il complesso delle sue opere
- 1954: Mario Craveri - Magia verde
- 1955: Aldo Graziati - Senso
- 1956: non assegnato
- 1957: Mario Craveri - L'impero del sole
- 1958: Gianni Di Venanzo - Il grido
- 1959
  - Bianco e nero: Armando Nannuzzi - Giovani mariti
  - Colori: Pier Ludovico Pavoni - La muraglia cinese

### Anni 1960-1969
- 1960
  - Bianco e nero: Gianni Di Venanzo - I magliari
    - Giuseppe Rotunno - La grande guerra
    - Armando Nannuzzi - La notte brava

  - Colori: Gábor Pogány - Europa di notte
    - Giuseppe Rotunno - Policarpo, ufficiale di scrittura
    - Aldo Tonti - Vacanze d'inverno
- 1961
  - Bianco e nero: Giuseppe Rotunno - Rocco e i suoi fratelli
    - Armando Nannuzzi - Il bell'Antonio
    - Aldo Scavarda - L'avventura

  - Colori: Aldo Tonti - Ombre bianche
    - Tonino Delli Colli - Il mondo di notte
    - Aldo Tonti - India
- 1962
  - Bianco e nero: Vittorio De Seta - Banditi a Orgosolo
    - Gianni Di Venanzo - La notte
    - Leonida Barboni - La viaccia

  - Colori: Alessandro D'Eva - Odissea nuda
    - Aldo Tonti - Barabba
    - Giuseppe Rotunno - Fantasmi a Roma
- 1963
  - Bianco e nero: Gianni Di Venanzo - Salvatore Giuliano
    - Roberto Gerardi - I sequestrati di Altona
    - Armando Nannuzzi - Senilità

  - Colori: Giuseppe Rotunno - Cronaca familiare
    - Pier Ludovico Pavoni - Ti-Koyo e il suo pescecane
    - Gábor Pogány - Venere imperiale
- 1964
  - Bianco e nero: Gianni Di Venanzo - 8½
    - Giuseppe Rotunno - I compagni
    - Leonida Barboni - La corruzione

  - Colori: Giuseppe Rotunno - Il Gattopardo
    - Giuseppe Rotunno - Ieri, oggi, domani
    - Carlo Carlini - Il fornaretto di Venezia
- 1965
  - Bianco e nero: Tonino Delli Colli - Il Vangelo secondo Matteo
    - Gianni Di Venanzo - Gli indifferenti
    - Aiace Parolin - Sedotta e abbandonata

  - Colori: Carlo Di Palma - Deserto rosso
    - Ennio Guarnieri - Le voci bianche
    - Roberto Gerardi - Matrimonio all'italiana
- 1966
  - Bianco e nero: Armando Nannuzzi - Vaghe stelle dell'Orsa
  - Colori: Gianni Di Venanzo - Giulietta degli spiriti
- 1967
  - Bianco e nero: Marcello Gatti - La battaglia di Algeri
    - Dario Di Palma - Le stagioni del nostro amore
    - Dario Di Palma - Un uomo a metà

  - Colori: Carlo Di Palma - L'armata Brancaleone
    - Antonio Climati - Africa addio
    - Giuseppe Rotunno - La Bibbia (The Bible: in the beginning...)
- 1968
  - Bianco e nero: Tonino Delli Colli - La Cina è vicina
    - Giovanni Narzisi e Giuseppe Ruzzolini - I sovversivi
    - Aiace Parolin - L'immorale

  - Colori: Armando Nannuzzi - Incompreso
    - Pasqualino De Santis - C'era una volta
    - Giuseppe Ruzzolini - Edipo re
- 1969
  - Bianco e nero: Aldo Scavarda - Grazie, zia
    - Marcello Gatti - La notte pazza del conigliaccio

  - Colori: Pasqualino De Santis - Romeo e Giulietta
    - Aiace Parolin - Seduto alla sua destra
    - Luigi Kuveiller - Un tranquillo posto di campagna

### Anni 1970-1979
- 1970
  - Bianco e nero: Vittorio Storaro - Giovinezza giovinezza
    - Luciano Tovoli - Come l'amore

  - Colori: Giuseppe Rotunno - Fellini Satyricon
    - Alessandro D'Eva - Il giovane normale
    - Armando Nannuzzi e Pasqualino De Santis - La caduta degli dei
- 1971
  - Bianco e nero: Marcello Gatti - Sierra Maestra
    - Giuseppe Pinori - I dannati della terra

  - Colori: Marcello Gatti - Anonimo veneziano
    - Ennio Guarnieri - Metello
    - Armando Nannuzzi - Waterloo
- 1972: Pasqualino De Santis - Morte a Venezia
  - Vittorio Storaro - Addio fratello crudele
  - Tonino Delli Colli - Il Decameron
  - Roberto Gerardi - La Califfa
- 1973: Ennio Guarnieri - Fratello sole, sorella luna
- 1974: Armando Nannuzzi - Ludwig
  - Giuseppe Rotunno - Amarcord
  - Pasqualino De Santis - Lucky Luciano
- 1975: Pasqualino De Santis - Gruppo di famiglia in un interno
  - Ennio Guarnieri - Fatti di gente perbene
  - Giuseppe Ruzzolini - Il fiore delle mille e una notte
- 1976: Luciano Tovoli - Professione: reporter
  - Giuseppe Rotunno - Divina creatura
  - Ennio Guarnieri - Per le antiche scale
- 1977: Giuseppe Rotunno - Il Casanova di Federico Fellini
- 1978: Armando Nannuzzi - Gesù di Nazareth
- 1979: Ermanno Olmi - L'albero degli zoccoli

### Anni 1980-1989
- 1980: Giuseppe Rotunno - La città delle donne
- 1981: Pasqualino De Santis - Tre fratelli
- 1982: Tonino Delli Colli, Storie di ordinaria follia
- 1983: Ennio Guarnieri - La traviata
  - Carlo Di Palma - Identificazione di una donna
  - Franco Di Giacomo - La notte di San Lorenzo
- 1984: Giuseppe Rotunno - E la nave va
- 1985: Tonino Delli Colli - C'era una volta in America (Once Upon a Time in America)
- 1986: Marcello Gatti - Inganni
  - Tonino Delli Colli e Ennio Guarnieri - Ginger e Fred
  - Giuseppe Lanci - Un complicato intrigo di donne, vicoli e delitti
- 1987: Tonino Delli Colli - Il nome della rosa (Der Name der Rose)
  - Pasqualino De Santis - Cronaca di una morte annunciata
- 1988: Vittorio Storaro - L'ultimo imperatore
  - Giuseppe Rotunno - Giulia e Giulia
- 1989: Luciano Tovoli - Splendor
  - Camillo Bazzoni - Cavalli si nasce
  - Blasco Giurato - Nuovo Cinema Paradiso

### Anni 1990-1999
- 1990: Giuseppe Rotunno - Le avventure del barone di Münchausen (The Adventures of Baron Munchausen)
- 1991: Vittorio Storaro - Il tè nel deserto
  - Giuseppe Lanci - Il sole anche di notte
  - Giuseppe Rotunno - Mio caro dottor Gräsler
  - Tonino Nardi - Porte aperte
  - Blasco Giurato - Stanno tutti bene
- 1992: Pasquale Rachini - Bix
  - Giuseppe Lanci - Caldo soffocante
  - Luciano Tovoli - Il mistero Von Bulow (Reversal of Fortune)
  - Giuseppe Lanci - Johnny Stecchino
  - Alessio Gelsini Torresi - Ultrà
- 1993: Carlo Di Palma - Ombre e nebbia (Shadows and Fog)
  - Ennio Guarnieri - Il proiezionista (The Inner Circle)
  - Dante Spinotti - L'ultimo dei Mohicani (The Last of the Mohicans)
  - Raffaele Mertes - La corsa dell'innocente
  - Luca Bigazzi - Morte di un matematico napoletano
- 1994: Vittorio Storaro - Piccolo Buddha (Little Buddha)
  - Giuseppe Lanci - Fiorile
  - Dante Spinotti - Il segreto del bosco vecchio
  - Tonino Delli Colli - Luna di fiele (Bitter Moon)
  - Carlo Di Palma - Misterioso omicidio a Manhattan (Manhattan Murder Mystery)
- 1995: Luca Bigazzi - Lamerica
  - Vincenzo Marano - Barnabo delle montagne
  - Franco Di Giacomo - Il postino
  - Ennio Guarnieri - Storia di una capinera
  - Blasco Giurato - Una pura formalità
- 1996: Dante Spinotti - L'uomo delle stelle
  - Alfio Contini - Al di là delle nuvole
  - Luca Bigazzi - L'amore molesto
  - Tonino Delli Colli - La morte e la fanciulla (Death and the Maiden)
  - Blasco Giurato - Sostiene Pereira
- 1997: Carlo Di Palma - La dea dell'amore (Mighty Aphrodite)
  - Blasco Giurato - Albergo Roma
  - Dante Spinotti - Heat - La sfida (Heat)
  - Giuseppe Lanci - Le affinità elettive
  - Franco Piavoli - Voci nel tempo
- 1998: Tonino Delli Colli - Marianna Ucrìa
  - Giuseppe Lanci - Il principe di Homburg
  - Dante Spinotti - L.A. Confidential
  - Marco Pontecorvo e Pasqualino De Santis - La tregua
  - Italo Petriccione - Nirvana
- 1999: Vittorio Storaro - Tango
  - Luca Bigazzi - Così ridevano
  - Federico Masiero - I giardini dell'Eden
  - Giuseppe Lanci - I piccoli maestri
  - Franco Di Giacomo - La cena

### Anni 2000-2009
- 2000: Dante Spinotti - Insider - Dietro la verità (The Insider)
  - Fabio Cianchetti - Canone inverso - Making Love
  - Giuseppe Lanci - La balia
  - Gian Enrico Bianchi - LaCapaGira
  - Luca Bigazzi - Pane e tulipani e Questo è il giardino
- 2001: Fabio Olmi - Il mestiere delle armi
  - Arnaldo Catinari - Chiedimi se sono felice
  - Giuseppe Lanci - La stanza del figlio
  - Pasquale Mari - Placido Rizzotto
  - Pasquale Rachini - I cavalieri che fecero l'impresa
- 2002: Luca Bigazzi - Brucio nel vento
  - Arnaldo Catinari - Alla rivoluzione sulla due cavalli  e Luce dei miei occhi
  - Fabio Cianchetti - L'amore probabilmente e Figli/Hijos
  - Blasco Giurato - Vajont
  - Pasquale Mari - L'ora di religione
- 2003: Italo Petriccione - Io non ho paura
  - Luca Bigazzi - Un viaggio chiamato amore
  - Arnaldo Catinari - La felicità non costa niente e La leggenda di Al, John e Jack
  - Daniele Ciprì - Angela
  - Daniele Nannuzzi - El Alamein - La linea del fuoco e Il quaderno della spesa
- 2004: Fabio Olmi - Cantando dietro i paraventi
  - Arnaldo Catinari - Caterina va in città e My name Is Tanino
  - Fabio Cianchetti - The Dreamers - I sognatori (The Dreamers)
  - Daniele Ciprì - Il ritorno di Cagliostro
  - Pasquale Mari - Buongiorno, notte
- 2005: Luca Bigazzi - Le chiavi di casa, Le conseguenze dell'amore e Ovunque sei
  - Cesare Accetta - L'odore del sangue
  - Maurizio Calvesi - Segui le ombre
  - Dante Cecchin - Dopo mezzanotte
  - Marco Onorato - Primo amore
- 2006: Fabio Cianchetti - La bestia nel cuore e La tigre e la neve
  - Cesare Accetta - Il resto di niente
  - Luca Bigazzi - Romanzo criminale
  - Pasquale Mari - La Passione di Giosuè l'ebreo
  - Italo Petriccione - La febbre e Quo vadis, baby?
- 2007: Maurizio Calvesi - Viaggio segreto
  - Luca Bigazzi - La stella che non c'è e L'amico di famiglia
  - Arnaldo Catinari - Il caimano e L'aria salata
  - Fabio Cianchetti - La terra
  - Pasquale Mari - Il regista di matrimoni
  - Fabio Olmi - Centochiodi
- 2008: Arnaldo Catinari - I demoni di San Pietroburgo e Parlami d'amore
  - Roberto Cimatti - Il vento fa il suo giro
  - Ramiro Civita - La ragazza del lago
  - Claudio Collepiccolo - Mio fratello è figlio unico
  - Nicola Pecorini - Tutta la vita davanti e Tideland - Il mondo capovolto (Tideland)
- 2009: Daniele Ciprì - Vincere
  - Luca Bigazzi - Il divo
  - Gherardo Gossi - Lezione ventuno e Il passato è una terra straniera
  - Marco Onorato - Fortapàsc e Gomorra
  - Italo Petriccione - Come Dio comanda

### Anni 2010-2019
- 2010: Maurizio Calvesi - Mine vaganti
  - Roberto Cimatti - L'uomo che verrà
  - Claudio Collepiccolo - La nostra vita
  - Nicola Pecorini - Parnassus - L'uomo che voleva ingannare il diavolo (The Imaginarium of Doctor Parnassus) e La prima cosa bella
  - Italo Petriccione - Happy Family
- 2011: Alessandro Pesci - Habemus Papam
  - Arnaldo Catinari - Vallanzasca - Gli angeli del male
  - Fabio Cianchetti - La solitudine dei numeri primi
  - Duccio Cimatti - Malavoglia
  - Michele Paradisi - Tatanka
- 2012: Luca Bigazzi - This Must Be the Place
  - Maurizio Calvesi - Magnifica presenza
  - Paolo Carnera - ACAB - All Cops Are Bastards
  - Arnaldo Catinari - L'industriale
  - Fabio Cianchetti - Terraferma
- 2013: Luca Bigazzi - L'intervallo, La grande bellezza e Un giorno speciale
  - Roberto Cimatti - Un giorno devi andare
  - Italo Petriccione - Educazione siberiana
  - Federico Schlatter - Razzabastarda
  - Fabio Zamarion - La migliore offerta
- 2014: Daniele Ciprì - Salvo
  - Gian Filippo Corticelli - Allacciate le cinture
  - Michele D'Attanasio - In grazia di Dio
  - Gherardo Gossi - Come il vento e Via Castellana Bandiera
  - Marco Pontecorvo - Gigolò per caso
- 2015: Luca Bigazzi - Youth - La giovinezza
  - Fabio Cianchetti - Hungry Hearts
  - Michele D'Attanasio - La foresta di ghiaccio
  - Fabio Olmi - Torneranno i prati
  - Vladan Radovic - Anime nere e Vergine giurata
- 2016: Maurizio Calvesi - Non essere cattivo e Le confessioni
  - Matteo Cocco - Per amor vostro e Pericle il nero 
  - Daniele Ciprì - Sangue del mio sangue
  - Michele D'Attanasio - Lo chiamavano Jeeg Robot e Veloce come il vento
  - Fabio Zamarion - La corrispondenza, La macchinazione e Assolo
- 2017: Luca Bigazzi - La tenerezza e Sicilian Ghost Story
  - Arnaldo Catinari - Piccoli crimini coniugali e Tutto quello che vuoi
  - Duccio Cimatti - La guerra dei cafoni
  - Daniele Ciprì - Fai bei sogni e Fiore
  - Gian Filippo Corticelli - Rosso Istanbul
- 2018:[1] Gian Filippo Corticelli - Napoli velata
  - Francesca Amitrano - Ammore e malavita
  - Marco Bassano - Made in Italy
  - Luca Bigazzi - Loro e Ella & John - The Leisure Seeker
  - Vladan Radovic - Figlia mia e Smetto quando voglio - Ad honorem

- 2019: Daniele Ciprì - Il primo re, La paranza dei bambini
  - Daria D'Antonio - Ricordi?
  - Michele D'Attanasio - Capri-Revolution
  - Alberto Fasulo - Menocchio
  - Vladan Radovic - Il traditore

### Anni 2020-2029
- 2020: Paolo Carnera – Favolacce
  - Luan Amelio – Hammamet
  - Daniele Ciprì – Il primo Natale
  - Daria D'Antonio – Tornare e Il ladro di giorni
  - Italo Petriccione – Tutto il mio folle amore
- 2021[2][3]:Daniele Ciprì - Il cattivo poeta
  - Francesca Amitrano - La tristezza ha il sonno leggero
  - Tani Canevari - Tutti per 1 - 1 per tutti
  - Francesco Di Giacomo - Non mi uccidere
  - Gherardo Gossi - Le sorelle Macaluso
- 2022: Luca Bigazzi - Ariaferma (ex aequo) Daria D'Antonio - È stata la mano di Dio
  - Francesca Amitrano - Diabolik
  - Paolo Carnera - Leonora addio e Nostalgia
  - Michele D'Attanasio - Freaks Out
- 2023:  Michele D'Attanasio - Ti mangio il cuore, L'ombra di Caravaggio
  - Luan Amelio - Il signore delle formiche
  - Francesco Di Giacomo - Rapito
  - Italo Petriccione - Il ritorno di Casanova
  - Matteo Vielle - Delta
- 2024:  Paolo Carnera - Io capitano e Adagio
  - Clarissa Capellani - Misericordia
  - Giuseppe Maio - Come pecore in mezzo ai lupi
  - Ferran Paredes Rubio - Comandante
  - Vladan Radovic - Te l'avevo detto
- 2025: Daria D'Antonio – Parthenope
  - Luan Amelio – Campo di battaglia
  - Cesare Bastelli – L'orto americano
  - Paolo Carnera – La città proibita e Fuori
  - Daniele Ciprì – Hey Joe